# 九鬼
九鬼（日語：くき），是日本成人影片制造商。「KUKI」是九鬼最著名的品牌，因此常略稱為KUKI。
1977年4月由中川德章設立，員工有寺山修司。九鬼株式會社最早經營錄影帶市場，1983年正式參與AV製作，1985年培養出美形AV女優中川えり子。1990年代九鬼培養出希志真理子、水野愛、三浦あいか、早坂繪麻等人氣女優。1994年以「DEVIL（後のSUPER DEVIL）」商標著名，2005年又以「toriko」著稱。旗下有草莓牛奶、大空あすか、西野翔等人氣女優。

## 主要商標活動期間
- KUKI／KUKI SPECIAL／九鬼（1983～）
- VINL（ビニール）（1989～2003）
- SONIA（ソニア）（1991～1993）
- Velvet Blue（ベルベット・ブルー）（1993）
- TANK（タンク）（1994～）
- DEVIL／SUPER DEVIL（デビル／スーパー・デビル）（1994～）
- 龍（ロン）（1994～1996）
- MOON（ムーン）（1996～1997）
- egg²（エグエグ）／冒険ゴリラ（1997～）
- PRIVATE SEX（プライベート・セックス）（1997～2003）
- 嵐（2003～）
- 綺麗（2003～）
- toriko／toriko blue（トリコ／トリコ・ブルー）（2005～）

## 外部連結
- 九鬼官網 （页面存档备份，存于）